# Absolut relativ
Absolut relativ (Originaltitel: It’s All Relative) ist eine US-amerikanische Sitcom, die zwischen 2003 und 2004 vom Sender ABC produziert wurde und die Beziehung zwischen Bobby O’Neill und Liz Stoddard-Banks schildert.

## Handlung
Bobby O’Neill und Liz Stoddard-Banks sind verlobt. Liz ist Psychologiestudentin in Harvard. Nach dem Tod ihrer alleinerziehenden Mutter wurde sie als kleines Kind von dem schwulen Paar Philip Stoddard und Simon Banks adoptiert. Philip besitzt eine renommierte Kunstgalerie in Boston, Simon ist Lehrer an einer Grundschule. In diesem Haus haben Bildung und Kultur, aber auch ethische Werte wie Toleranz, einen hohen Stellenwert. Bobby ist Barkeeper in dem irischen Pub seiner Eltern Audrey und Mace. Auch seine jüngere Schwester Maddy arbeitet im Familienbetrieb mit. Die Vorfahren beider Eltern stammen aus Irland. Die Eltern sind katholisch und Vertreter der unteren Mittelschicht. Die Familien der beiden passen also nicht so recht zusammen, aber ihren Kindern zuliebe versuchen sich die Eltern zu arrangieren. Dies gelingt aber nicht immer. Allerdings lernen im Lauf der Serie beide Paare, die Eigenarten des jeweils anderen zu akzeptieren.

## Besetzung
| Schauspieler/in       | Figur              | Synchronsprecher   |
| --------------------- | ------------------ | ------------------ |
| Reid Scott            | Bobby O’Neill      | Dennis Schmidt-Foß |
| Maggie Lawson         | Liz Stoddard-Banks | Julia Ziffer       |
| Harriet Sansom Harris | Audrey O’Neill     | Evelyn Gressmann   |
| Lenny Clarke          | Mace O’Neill       | Roland Hemmo       |
| Paige Moss            | Maddy O’Neill      | Katrin Zimmermann  |
| Christopher Sieber    | Simon Banks        | Viktor Neumann     |
| John Benjamin Hickey  | Philip Stoddard    | Uwe Büschken       |